# Arete (genre)
Pour les articles homonymes, voir Arété (homonymie).
Genre
Arete est un genre de crevettes marines de la famille des Alpheidae.

## Liste d'espèces
Selon World Register of Marine Species (19 janvier 2021) :
- Arete acanthocarpus (Miya & Miyake, 1968)

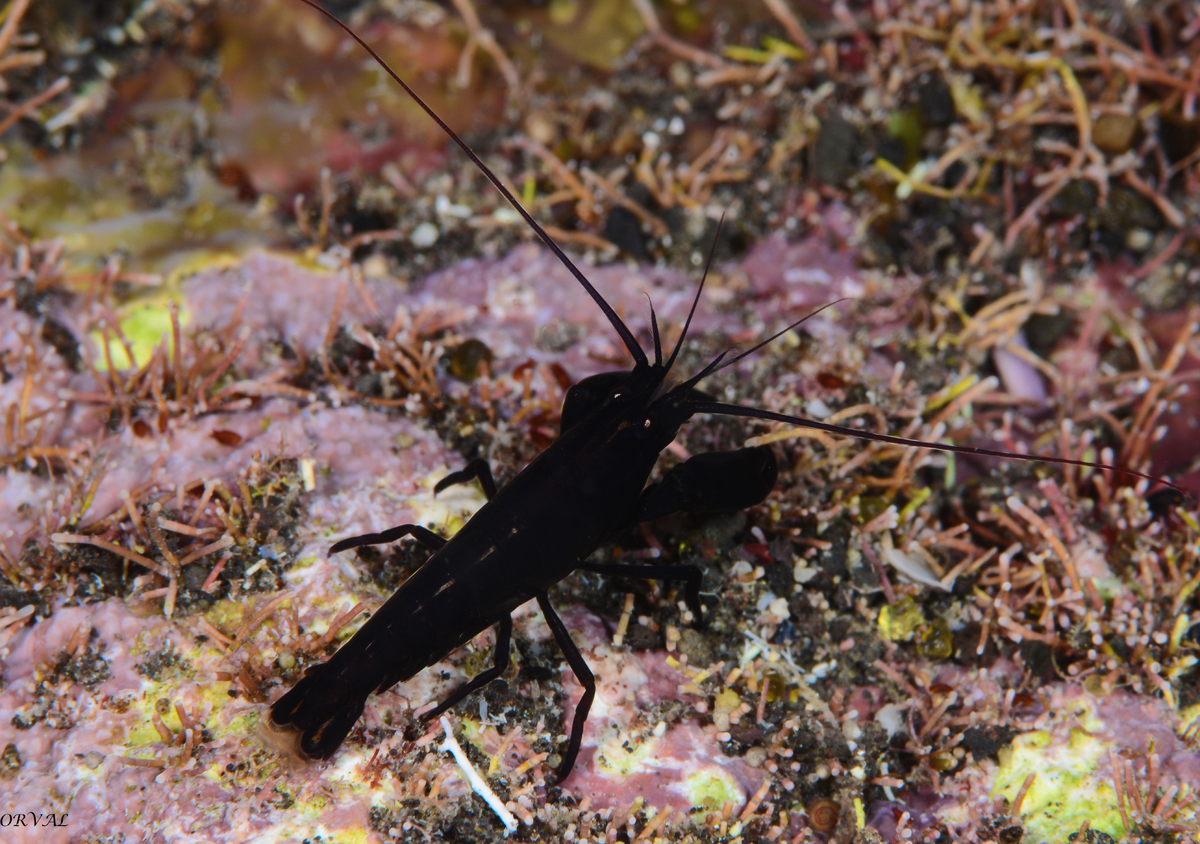
Arete dorsalis.

- Arete amboinensis de Man, 1910
- Arete dorsalis Stimpson, 1860
- Arete indicus Coutière, 1903